# Mys Flissingskij

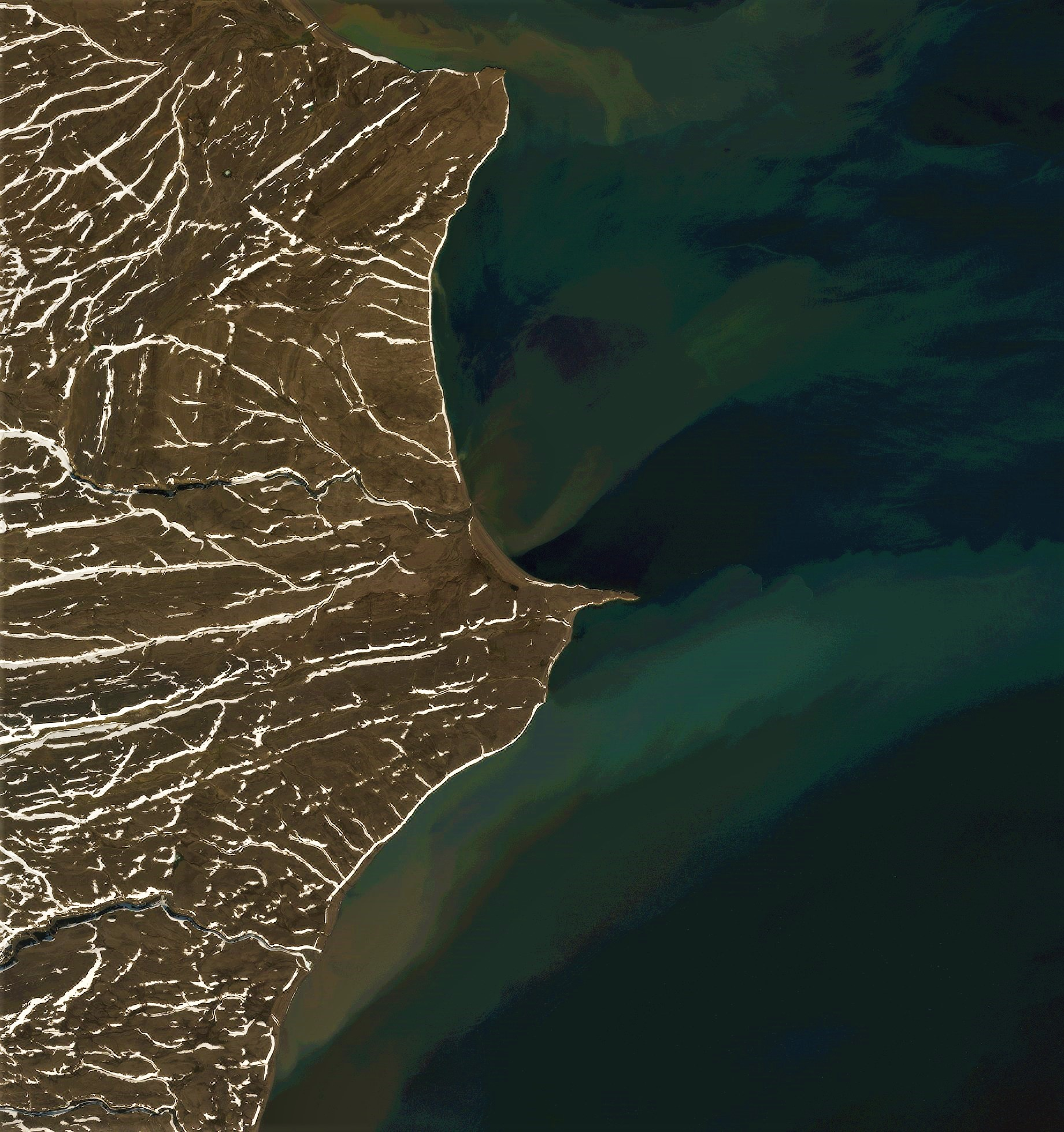
Satelitní pohled na mys Flissingskij

Mys Flissingskij (rusky Мыс Флиссингский) na Severním ostrově v souostroví Nová země v Rusku je považován za nejvýchodnější bod Evropy.
Mys objevil Willem Barents v roce 1596 během hledání severní mořské cesty do Asie a pojmenoval jej podle nizozemského města Vlissingen. Originální jméno znělo 't Vlissinger Hooft.
Mys Flissingskij se nachází jen několik kilometrů od místa, kde si Barents se svou posádkou vybudoval úkryt, v němž na přelomu let 1596–1597 uskutečnil se svou posádkou první přezimování v Arktidě. Poté, co se na sklonku jara 1597 Barentsova výprava vydala ze zimoviště ve dvou záchranných člunech zpátky domů, Barents na zpáteční cestě zemřel. V místě zimoviště byl na jeho počest vztyčen kříž.